# Cierzpice
Cierzpice – osada wsi Kursztyn w Polsce, położona w województwie pomorskim, w powiecie tczewskim, w gminie Gniew, przy drodze wojewódzkiej nr 230. Wchodzą w skład sołectwa Kursztyn.
W latach 1975–1998 Cierzpice administracyjnie należały do województwa gdańskiego.

## Zabytki
Według rejestru zabytków NID na listę zabytków wpisane są:
- zespół dworski, poł. XIX w., nr rej.: A-1296 z 28.12.1989: dwór i park[6]
- przydrożna aleja dębowa wzdłuż drogi Janiszewo – Kursztyn – Cierzpice, pocz. XX w.